# Miklós László (szülész-nőgyógyász)
Miklós László (Dombóvár, 1902. május 19. – Budapest, Józsefváros, 1972. június 22.) orvos, szülész-nőgyógyász, egyetemi tanár, egészségügyi szervező, Frigyesi József (1875–1967) szülész-nőgyógyász, egyetemi tanár unokaöccse.

## Élete
Miklós Adolf (1874–1960) államvasúti hivatalnok és Frigyesi (Friedenstein) Sára (1881–1949) gyermekeként született zsidó családban. Tanulmányait a Pázmány Péter Tudományegyetemen végezte, ahol 1926. október 16-án avatták orvosdoktorrá. Az 1921/1922. tanévben a budapesti I. sz. Anatómiai Intézetben mint díjtalan demonstrátor, majd 1922. szeptember 1-től 1926 végéig a Krompecher Ödön igazgatása alatt álló II. számú Kórbonctani Intézetben részint mint bejáró tag, részint mint kinevezett díjtalan gyakornok dolgozott. 
1927. január 1-jén lépett a budapesti II. számú Szülészeti és Nőgyógyászati Klinika szolgálatába mint díjtalan gyakornok. 1930. szeptember 1-jén fizetéses gyakornokká, 1931. szeptember 1-jén tanársegéddé nevezték ki. 1932 májusa és 1933 januárja között Freiburgban, az ottani női klinikán dolgozott, s ez idő alatt három dolgozata jelent meg.
A második zsidótörvény következtében, 1939. december 1-től a klinikától távol volt, azonban a felszabadulás után mint díjtalan tanársegéd ismét a klinika alkalmazásában állt.
1947-ben a Pázmány Péter Tudományegyetem Orvostudományi Karán A terhesség és szülés kórtana című tárgykörből magántanárrá habilitálták. 1950-től 1954-ig az Országos Vérellátó Szolgálat nőgyógyász főorvosa, 1954-től 1966-ig a Budapest VI. kerületi Tanácsnál egészségügyi osztályvezető főorvos volt. 1962-ben egészségügyi szervezésből szakorvosi képesítést nyert. 1966-tól 1971-ig, nyugdíjba vonulásáig a Központi Ágynyilvántartó főorvosaként működött. Mintegy húsz szakközleménye jelent meg.
Házastársa Paizs Zsuzsanna volt, akit 1945-ben Budapesten vett nőül. Fia Molnár László.
A Farkasréti temetőben nyugszik (9/1-1-222).

## Művei
- Összefüggés a hüvely bacteriumflorája és a terhesség időtartama között (Orvosi Hetilap, 1930, 30.)
- A terhesség kísérleti meghosszabbítása sárgatest kivonattal (Orvosi Hetilap, 1930, 32.)
- Aschheim–Zondek reactio áttételes chorionepithelioma kapcsán (Orvosi Hetilap, 1931, 25.)
- Adatok a corpus luteum hormon-termeléshez (Orvosi Hetilap, 1931, 36.)
- Immunizálási kísérletek terhességgel szemben (Orvosi Hetilap, 1935, 3.)
- Prolapsus Placentae (Orvosi Hetilap, 1935, 23.)
- Meddőség ritka esete. Elmeszesedett Oxyuris vermicularis az elzáródott kürtökben. (Magyar Nőorvosok Lapja, 1947, 4.)